# Каспийский экономический форум
Каспийский экономический форум — общее название международных встреч представителей пяти прикаспийских государств (России, Казахстана, Туркменистана, Ирана и Азербайджана), которые проводятся с 2019 года. На встречах обсуждаются в первую очередь вопросы торгово-экономического сотрудничества прикаспийских стран.
К участию в Форумах привлекаются представители государственных органов, бизнеса, науки, международных организаций.

## I Каспийский экономический форум
Впервые Каспийский экономический форум был проведён 11—12 августа 2019 года в Туркменистане в городе Туркменбашы (бывший Красноводск) по инициативе президента Туркменистана Гурбангулы Бердымухамедова, который озвучил эту идею в 2018 году. Бердымухамедов предложил создать Форум как «постоянно действующую платформу для многостороннего экономического диалога» и проводить встречи ежегодно по очереди в государствах Каспийского региона, однако из-за пандемии COVID-19 форумы 2020 и 2021 года были отложены.
На VI Каспийском саммите в июне 2022 года в Ашхабаде было заявлено о важности проведения таких форумов как инструмента укрепления экономических и технологических связей; было поддержано предложение о проведении нового Каспийского экономического форума в Москве.

## II Каспийский экономический форум
Второй Каспийский экономический форум был проведён 5—6 октября 2022 года в Москве, в нём приняли участие более 1000 представителей как из государств «каспийской пятерки», так и из некоторых соседних стран (в частности, из Белоруссии, Киргизии и Узбекистана). На Форуме обсуждались совместные транспортные, энергетические, экологические и другие проекты. Заместитель председателя комитета Совета Федерации по экономической политике Константин Долгов считает, что Каспийский экономический форум — это демонстрация взаимного интереса прикаспийских государств к сотрудничеству во всех сферах, особенно в экономической области, а также возможность вовлечения многих других стран в реализацию международный транспортный коридор «Север — Юг» — стратегического проекта по обеспечению транспортной связи России и Индии через Иран. Сотрудничество прикаспийских государств, по словам Долгова, обладает и экономической, и политической значимостью.

## III Каспийский экономический форум
Третий Каспийский экономический форум планировалось провести в 2023 году в Тегеране в середине ноября. По итогу даты проведения несколько раз менялись, форум проходил с 17 по 18 февраля 2025 года в Тегеране. В центре внимания участников форума – широкий спектр тем, связанных с логистикой, международной торговлей, а также банковскими операциями